# Алфа Кентавър
Алфа Кентавър или Алфа Центавър (α Cen / α Centauri) е най-ярката и най-близката до Слънцето кратна звезда в южното съзвездие Кентавър, и е четвърта по яркост на небосвода с видима звездна величина −0,01. Тя е с твърде голяма южна деклинация, за да се вижда от географските ширини на България.
Системата се състои от 3 звезди. Алфа Кентавър A е жълта звезда от спектрален клас G2, като Слънцето (т.е. има подобни на Слънцето цвят и температура). Алфа Кентавър B е оранжева звезда от спектрален клас K1. Алфа Кентавър C (Проксима) е червено джудже със спектрален клас M5. Двата ярки компонента, Алфа Кентавър A и B са компоненти на двойна звезда. Те обикалят една около друга за 80 години, като отстоят на 23 АЕ една от друга. Алфа Кентавър С (Проксима) е най-близката до звезда, на 4,3±0,1 св.г.. Поради тази близост бъдещите космически полети до звездата са чест предмет на както на спекулации в сферата на научната фантастика, така и на научен анализ.

## Имена
Алфа Кентавър A носи името Ригел Кентавър, получено от арабското Ал Риджл ал Кантурус, означаващо „кракът на кентавъра“, но по-често се използва байеровото ѝ обозначение (на името на немския средновековен астроном Йохан Байер) Алфа Кентавър. Алфа Кентавър B носи името Толиман от иврит. Понякога системата се нарича и Бунгула, вероятно от латинската дума унгула, означаваща „копито“. Тя и Бета Кентавър (която се проектира близо до α Cen на небосвода, но всъщност отстои на много светлинни години от нея), са „стрелките“ към Южния кръст.
Алфа Кентавър A е позната също като HD 128620, HR 5459, CP-60°5483, GCTP 3309.00A и LHS 50, а Алфа Кентавър B е позната и като HD 128621, HR 5460, GCTP 3309.00B и LHS 51.

## Звездна система
Алфа Кентавър е тройна звездна система, в която двете по-големи и по-близко разположени една до друга звезди, Алфа Кентавър A и Алфа Кентавър B, които са много по-силно гравитационно свързани, могат да се разглеждат като двойна звезда, около чийто барицентър Проксима обикаля. Обозначението AB (или по-старото A×B) посочва центъра на масите на основна двойна система спрямо звезди придружители в звездна система с няколко звезди. AB-C се отнася за компонента Проксима Кентавър по отношение на централната двойна звезда. Тъй като разстоянията между Проксима Кентавър и Алфа Кентавър A или B са близки, то двойната система AB понякога се приема за един гравитационен обект.

### Орбитални свойства
Компонентите A и B на Алфа Кентавър имат орбитален период от 79,91 години. Орбитата им е умерено ексцентрична, e = 0.,5179. Приближават се най-близко (периастрий) на 11,2 астрономически единици (приблизително разстоянието между Слънцето и Сатурн), а най-много се отдалечават (апастрий) на 35,6 астрономически единици (приблизително разстоянието между Слънцето и Плутон). Най-скорошният им периастрий е от август 1955 г., а следващият ще настъпи през май 2035 г. Най-скорошният им апастрий е от май 1995 г., като следващият ще настъпи през 2075 г.
При наблюдения от земята, тяхното разделение и позиционен ъгъл постоянно се променя в хода на орбитата им. Наблюдаваните им звездни позиции през 2019 г. се намират на 4,92 арксекунди една от друга, а позиционният им ъгъл е 337,1°, като те нарастват към 5,49 арксекунди и 345,3° през 2020 г. Максималното наблюдавано разделение на звездите е 22 арксекунди, докато минималното е 1,7 арксекунди. Последното най-широко разделение настъпва през февруари 1976 г., а следващото ще е през януари 2056 г.
Алфа Кентавър C се намира на около 13 000 астрономически единици от Алфа Кентавър AB. Това се равнява на около 0,21 светлинни години или 1,9 трилиона километра – около 5% от разстоянието между Алфа Кентавър AB и Слънцето. До 2017 г. измерванията на малката му скорост и траекторията му са твърде неточни за да се определи дали той е свързан по някакъв начин с Алфа Кентавър AB. Измерванията на радиалната скорост, направени през 2017 г., се смятат вече за достатъчно точни за да покажат, че Проксима Кентавър и Алфа Кентавър AB са гравитационно свързани. Орбиталният период на Проксима Кентавър е приблизително 547 000+6600
-4000 години с ексцентрицитет 0,50 ± 0,08. В периастрий, Проксима Кентавър се приближава до AB на 4300+1100
-900 астрономически единици, а в апастрий се намира на 13 000+300
-100 астрономически единици.

### Физични свойства
Астросеизмологичните проучвания, хромосферната активност и звездното въртене подкрепят тезата, че системата Алфа Кентавър е със сходна възраст или малко по-стара от Слънцето. Астросеизмологичните анализи, които включват строги наблюдателни ограничения на звездни параметри за звездите от Алфа Кентавър, дават оценки за възрастта от 4,85 ± 0,5 млрд. години, 5,0 ± 0,5 млрд. години, 5,2 ± 1,9 млрд. години, 6,4 млрд. години и 6,52 ± 0,3 млрд. години. Според хромосферната активност възрастта се определя на 4,4 ± 2,1 млрд. години, а според звездното въртене - 5,0 ± 0,3 млрд. години. Теорията на звездната еволюция предполага, че двете звезди са малко по-стари от Слънцето, съдейки по тяхната маса и спектрални особености.
Съдейки по орбиталните елементи, общата маса на Алфа Кентавър AB е около 2 M☉. Средните индивидуални звездни маси са съответно 1,09 M☉ и 0,90 M☉, макар последните изследвания да посочват малко по-големи маси – 1,14 M☉ и 0,92 M☉, което се равнява на 2,06 M☉ общо. Алфа Кентавър A и B имат абсолютни величини съответно +4,38 и +5,71.

#### Алфа Кентавър A
Алфа Кентавър A е основният елемент на двойната система. Представляват слънцеподобна звезда от главна последователност с жълтеникав цвят, чийто спектрален клас е G2 V. Тя е малко по-голяма и по-светима от Слънцето. Също така има 10% по-голяма маса от Слънцето и 22% по-голям радиус. В нощното небе, тя е четвъртата най-ярка звезда с видима звездна величина -0,01, бидейки малко по-бледа от Арктур с -0,04.
Магнитната активност на Алфа Кентавър A е сравнима с тази на Слънцето, проявявайки коронална изменчивост вследствие звездни петна. Все пак, след 2005 г. нивото на активност спада в дълбок минимум, който може да е подобен на историческия слънчев Маундеров минимум. От друга страна, тя може да има много дълъг цикъл на активност и да се възстановява бавно от етапа на минимум.

#### Алфа Кентавър B
Алфа Кентавър B е втората звезда в двойната система. Тя е звезда от главна последователност и спектрален клас K1 V, което я прави по-оранжева на цвят спрямо Алфа Кентавър A. Масата ѝ съставлява около 90% от тази на Слънцето и има 14% по-малък диаметър. Макар да е по-малко светима от A, Алфа Кентавър B излъчва повече рентгенови лъчи. Кривата на светлината ѝ се изменя в кратък период от време. В магнитно отношение, тя е по-активна от Алфа Кентавър A, имайки цикъл от 8,2 ± 0,2 години в сравнение с 11 години за Слънцето и около половината изменение от минимум до максимум в коронална светимост на Слънцето. Алфа Кентавър B има привидна звездна величина от +1,35, което я прави малко по-бледа от Мимоза.

#### Алфа Кентавър C (Проксима Кентавър)
Алфа Кентавър C, позната най-вече като Проксима Кентавър, е малко червено джудже от главна последователност и спектрален клас M6 Ve. Има абсолютна звездна величина от +15,60, което я прави над 20 хиляди пъти по-бледа от Слънцето. Масата ѝ е изчислена на 0,1221 M☉. Проксима Кентавър е открита през 1915 г. от Робърт Торбърн Ейтън Инес.

## Планетарна система
В системата на Алфа Кентавър е потвърдено присъствието на една планета – Проксима Кентавър b. Тя е малко по-голяма от Земята и се върти около Проксима Кентавър, попадайки в нейната обитаема зона. Съществуването на планетата е обявено през 2016 г. от Европейската южна обсерватория. Тя е открита чрез метода на радиалната скорост, при който периодичното Доплерово отместване на спектралните линии на звездата подсказва за орбитиращо около нея тяло.

## Наблюдение
За невъоръженото око, Алфа Кентавър AB изглежда като една звезда, най-ярката в южното съзвездие Кентавър. Видимото им ъглово разделение се изменя за период от 80 години между 2 и 22 арксекунди, но през по-голямата част от орбитата си двете звезди лесно могат да се отличат с помощта бинокъл или малък телескоп. С комбинирана видима величина от -0,27, Алфа Кентавър AB е по-бледа само от Сириус и Канопус.
Южно от 29° южна географска ширина, Алфа Кентавър е незалязваща звезда. Северно от 29° северна географска ширина, Алфа Кентавър никога не изгрява. Когато се наблюдава от тази ширина (преминаваща близо до Ермосильо и Чиуауа в Мексико, Галвстън и Окала в САЩ и Лансароте на Канарските острови (Испания)), Алфа Кентавър се намира близо до южния хоризонт и то само за кратко, по време на кулминацията си. Звездата кулминира всяка година в полунощ на 24 април и в 21 часа на 8 юни.
Наблюдавана от Земята, Проксима Кентавър се намира на 2,2° югозападно от Алфа Кентавър AB, което е около четири пъти ъгловия диаметър на Луната. Проксима Кентавър изглежда като тъмночервена звезда в рядко населено звездно поле и изисква умерено голям телескоп, за да бъде видяна. Тя може неочаквано и много бързо да повишава яркостта си с до 0,6 величини в продължение на няколко минути. На 13 август 2015 г. е отчетено най-голямото проблясване на звездата, като тя става 8,3 пъти по-ярка от обикновеното.
Най-близката система до Алфа Кентавър е двойната система от кафяви джуджета Луман 16, намираща се на 3,6 светлинни години.